# نگرشی نو به تئوری موسیقی ایرانی
نگرشی نو به تئوری موسیقی ایرانی کتابی است از داریوش طلایی که به تحلیل ردیف موسیقی ایرانی از دیدگاه مُدال می‌پردازد.

## نویسنده
داریوش طلایی نوازندهٔ تار و سه‌تار و نظریه‌پرداز در زمینهٔ موسیقی سنتی ایرانی است. او که از هنرمندان سرشناس در حوزهٔ موسیقی ایرانی دانسته می‌شود، استاد موسیقی در پردیس هنرهای زیبای دانشگاه تهران است. طلایی پس از انقلاب، ایران را به مقصد ایالات متحده ترک کرد و مدتی در دانشگاه واشینگتن در شهر سیاتل به تحقیق پرداخت. او کتاب نگرشی نو را در همین دوره نوشت و پس از بازگشت به ایران، در سال ۱۳۷۲ به فارسی و انگلیسی به چاپ رساند. همزمان با نگارش کتاب، طلایی همچنین ردیف موسیقی ایرانی را به طور کامل با سه‌تار ضبط کرد.

## محتوا
این کتاب ابتدا با تعریف مفاهیمی نظیر ردیف و مد آغاز می‌شود و سپس به ویژگی‌های ملودی در موسیقی ایرانی می‌پردازد. در ادامه موضوع اصلی کتاب که معرفی واحدهای سازندهٔ سیستم مدال موسیقی ایرانی هستند مطرح می‌شوند. در انتها، ساختار دستگاه‌ها و آوازها با استفاده از این واحدهای سازنده و به صورت نمودارهایی شرح داده شده‌است.
خلاصه‌ای ده صفحه‌ای از این کتاب به قلم طلایی در جلد ششم دانشنامه موسیقی ملل گارلند که راجع به موسیقی خاورمیانه است گنجانده شده‌است.

## نقد
یکی از دیدگاه‌های طلایی که در این کتاب نیز منعکس شده و مورد توجه منتقدان هم قرار گرفته، شناسایی چهار دانگ اصلی است که با آن می‌توان تمام دستگاه‌های موسیقی ایرانی را ایجاد کرد. این تئوری را طلایی ابتدا در کتاب نگرشی نو مطرح کرد و بعداً در کتاب تحلیل ردیف به تکامل رسانید. علی‌اکبر شکارچی از این نظریه به عنوان «دربی جدید برای فهم تئوری موسیقی دستگاهی» یاد می‌کند.
هرمز فرهت در نقد این کتاب، طلایی را بابت پرهیز از به‌کارگیری واژهٔ مقام در متن کتاب و گرایش به واژهٔ مد به‌جای آن نکوهیده‌است. وی همچنین نپرداختن به گام ۲۴ پرده‌ای را یکی از نقاط ضعف کتاب دانسته، به‌ویژه که کتاب به نشان‌های سری و کرن که بر اساس همین گام ابداع شده‌اند (و مبدع همهٔ آن‌ها علینقی وزیری بوده) اشاره کرده‌است. وی تلاش طلایی برای ساختارمند کردن نظری موسیقی ایرانی (از طریق معرفی دانگ‌های چهارگانه) را به طور مثبتی نقد کرده و آن را شایستهٔ لفظ «نگرشی نو» دانسته، و استفادهٔ طلایی از واژهٔ «شناور» برای توصیف ثابت نبودن فواصل در موسیقی ایرانی را ستوده‌است. با این حال، او ایرادات دیگری برای این کتاب برشمرده‌است (مثل طبقه‌بندی رنگ‌ها به عنوان بخشی از ردیف، استفاده از نمودارهایی برای نمایش ساختار دستگاه‌ها که می‌تواند باعث سوء تفاهم در خواننده بشود، و عدم پرداختن به نقش درجات مختلف در دستگاه‌ها یا گوشه‌هایی که مد مشابهی دارند) و در مجموع هم این اثر را شایان ستایش دانسته و هم بر آن ایرادات مهمی را وارد کرده‌است.